# 런던 소방대
런던 소방대(영어: London Fire Brigade, LFB)는 영국의 수도인 런던의 소방 및 구조 서비스이다. 1865년 메트로폴리탄 소방대법(Metropolitan Fire Brigade Act 1865)에 의해 에어 매시 쇼(Eyre Massey Shaw) 관리자의 지도 아래 형성되었다. 직원은 102개의 소방서(또 하나의 강역)에서 근무하는 소방관과 경찰관 5,096명을 포함한 5,992명이다.